# حقوق السجناء

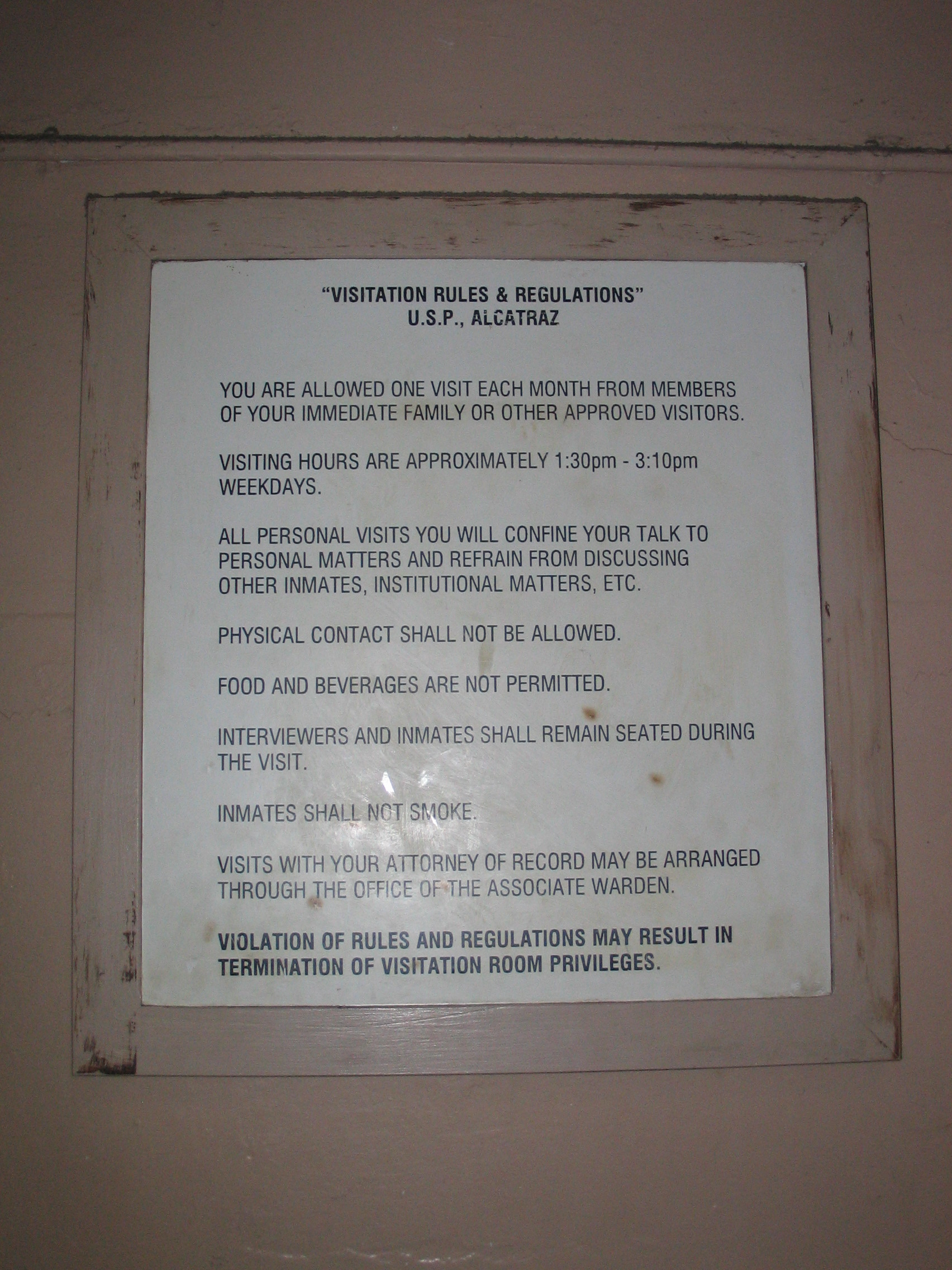
قوانين الزيارة في سجن ألكاتراوز الأمريكي

تخضع حقوق السجناء المدنيين منهم والعسكريين للقانون الوطنيّ والدولي. تشمل الاتفاقيات الدولية: العهد الدولي الخاص بالحقوق المدنية والسياسية. قواعد الأمم المتحدة النموذجية الدنيا لمعاملة السجناء، واللجنة الأوروبية لمنع التعذيب والمعاملة أو العقوبة اللاإنسانية أو المهينة، واتفاقية حقوق الأشخاص ذوي الإعاقة.

## قانون إصلاح الدعاوي القضائية في السجون
يعدّ قانون إصلاح الدعاوى القضائية في السجون في الولايات المتحدة الأمريكية، قانونًا اتحاديّاً، صدر في عام 1996 بهدف الحدّ من «الدّعاوى القضائية التافهة» المرفوعة من قبل السجناء. ومن بين أحكام هذا القانون، يتطلب قانون PLRA من السجناء استنفاد جميع وسائل الإصلاح التنفيذية المحتملة قبل رفع الدعوى القضائية، ويقيّد القانون أيضاً من الإجراءات العاديّة المتمثّلة بدفع المتّهم الخاسر للرسوم القانونيّة (مما يقلّل عدد المحامين المستعدّين لتمثيل السجين)، ويسمح القانون للمحاكم بصرف النظر عن القضايا بوصفها على أنها «تافهة» أو «خبيثة»، ويطلب قانون PLRA من السجناء دفع الرسوم القضائيّة في حال كانت لديهم ثلاث حالات سابقة من القضايا التي تمّ رفضها من قبل المحكمة لاعتبارها قضيّة تافهة.